# Post-Boom
El término posboom (o post-boom) define a la corriente de la narrativa latinoamericana de las últimas décadas como modernista, corriente de la cual se ha desprendido, desde finales de los años setenta hacia una vertiente posmodernista caracterizada por la temática política y la innovación en lo técnico. González Echevarría, por su parte, considera plausible decir que moderno equivale a «boom». El posboom un movimiento literario latinoamericano que tuvo lugar, como su nombre lo indica, después del auge del boom latinoamericano. Algunos estudiosos y autores prefieren llamarlo «novísima literatura» o «literatura posmoderna» para no utilizar términos extranjeros: Alfredo Bryce Echenique, Manuel Puig, Severo Sarduy, Isabel Allende, Reinaldo Arenas y Antonio Skarmeta. También es una síntesis narrativa.

## Características
El posboom puede verse como la literatura que vino después del boom y que  evolucionó o cambió a partir de este. A pesar de tener un nombre  relacionado con ese movimiento, la novísima literatura no tiene muchos puntos en común con el boom, más bien lo que se encuentra son diferencias: 
a) Los novísimos abandonan la preocupación por la creación de nuevos tipos de literatura (meta-literatura) como se podía apreciar en las obras de Julio Cortázar, Mario Vargas Llosa, Gabriel García Márquez y Carlos Fuentes Macías, entre otros.
b) Se prefiere un estilo más directo que es más fácil de leer. Además, se vuelve al realismo y no se encuentran preocupaciones existencialistas, como en las obras de Cortázar.
c) También se da una preferencia a la narrativa histórica, es decir, la que está basada en hechos reales. 
d) Son de notar que las obras tienen gran precisión histórica, requiriendo investigación sobre la época y el lugar en cuestión. 
e) Muchas obras tratan el tema del exilio, que fue común en los autores que cultivaron este movimiento.
f) Es de notar también el surgimiento de la literatura femenina y un cambio en el tratamiento de la sexualidad en las obras.

## Autores
En cuanto a los autores, la mayoría de ellos nacieron en la generación del 40.
- Eliécer Cárdenas, Polvo y ceniza, 1979
- Manuel Puig, El beso de la mujer araña, 1976
- Reinaldo Arenas, Antes que anochezca, 1992
- Mario Benedetti, Primavera con una esquina rota, 1982
- Abel Posse, Daimôn, 1989
- Mempo Giardinelli, Qué solos se quedan los muertos, 1985
- Carlos Martínez Moreno, El color que el infierno me escondiera, 1981
- Fernando del Paso, Noticias del Imperio, 1987
- Luis Rafael Sánchez, La guaracha del macho Camacho, 1976
- Antonio Skármeta, Ardiente paciencia, 1985
- Alfredo Bryce Echenique, La vida exagerada de Martín Romaña, 1981
- Andrés Caicedo, ¡Que viva la música!, 1977
- Rafael Chaparro Madiedo, Opio en las nubes, 1992
- Isabel Allende Llona, La casa de los espíritus, 1982
- Gioconda Belli, La mujer habitada 1988
- Roberto Bolaño, Los detectives salvajes, 1998
- Giannina Braschi, Yo-Yo Boing!, 1998; Estados Unidos de Banana, 2011
- Juan José Saer, El Entenado, 1983
- Germán Espinosa, La tejedora de coronas, 1982
- Jorge Rosales, El beso del amor, 1983
- Tomás Eloy Martínez, La novela de Perón, 1985; Santa Evita, 1995
- Laura Esquivel, Como agua para chocolate, 1989
- Luis Sepúlveda, Un viejo que leía novelas de amor, 1988

- Datos: Q5695657

Tomás Eloy Martínez, Laura Esquivel, Luis Sepúlveda